# Aspendos

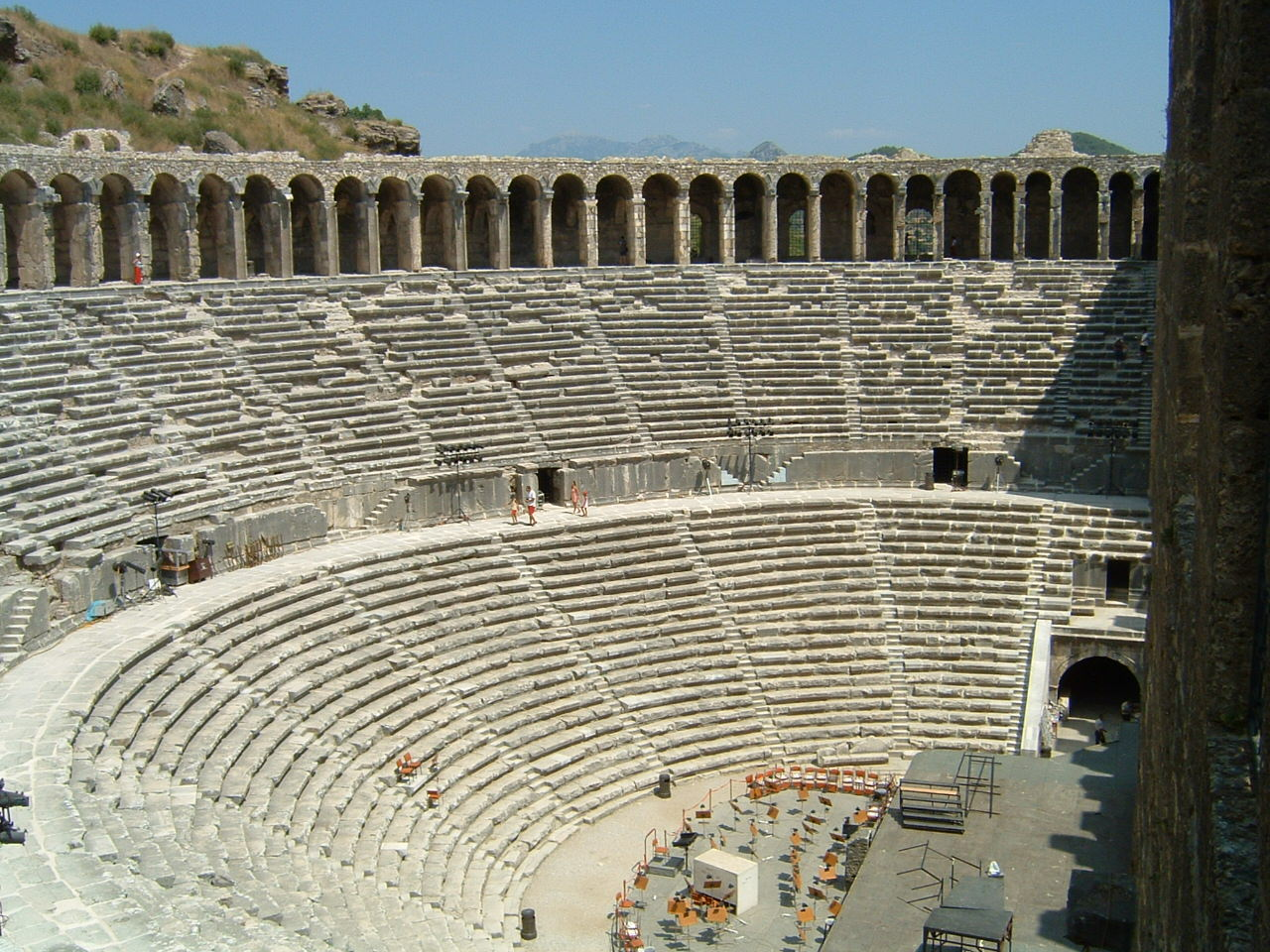
Teatern i Aspendos.

Aspendos (klassisk grekiska Ἄσπενδος) var under antiken en grekisk stad i Pamfylien på Mindre Asiens sydkust, på en isolerad kulle på östra sidan av floden Eurymedon, fyra kilometer norr om staden Serik i dagens Turkiet. Staden grundades omkring 500 f.Kr..
Staden är mest känd för sin välbevarade teater från omkring 200 e.Kr. med 15 000 platser och enastående akustik som fortfarande används. Intill teatern finns en av Mindre Asiens största akvedukter, i området finns omkring femton kilometer akvedukter bevarade, och ruinerna efter en basilika, en nymfeum och en agora.

## Historia
Aspendos var av förgrekiskt ursprung, men kallades enligt traditionen en argivisk koloni. Under klassisk tid var Eurymedon farbar ända upp till staden, men den har senare sandat igen. Staden blev rik på sin handel med salt, olja och ull, och födde upp hästar åt de persiska kungarna. Alkibiades mötte den persiske satrapen Tissafernes i staden år 411 f.Kr., och lyckades få den feniciska flottan, som var lierad med Sparta, ivägsänd från staden. År 333 f.Kr. togs staden av Alexander den store; den tillhörde sedan Pergamon och romarriket. Aspendos lär ha varit uppfyllt av härliga konstverk; Gaius Verres bortförde därifrån enligt Cicero bl.a. statyn "citterspelaren från Aspendos". Staden var av betydelse långt in på medeltiden.